# Кевин Хејз
Кевин Хејз (енгл. Kevin Hayes; Бостон, 8. мај 1992) амерички је хокејаш на леду који игра на позицијама центра и крилног нападача.
Члан је сениорске репрезентације Сједињених Држава за коју је на међународној сцени дебитовао на светском првенству 2014. године.
Учествовао је на улазном драфту НХЛ лиге 2010. где га је као 24. пика у првој рунди одабрала екипа Чикаго блекхокса. Пре него што је заиграо у професионалној конкуренцији одиграо је чак четири сезоне у колеџ лиги за екипу Колеџа Бостон. Иако је на драфту одабран од стране Блекхокса, никада није заиграо за тај тим, а како су његове обавезе према тиму из Чикага истекле 2014, Хејз је као слободан играч потписао уговор са Њујорк ренџерсима.
Његов старији брат Џими такође је професионални хокејаш.